# Adolf Wilhelm Abel
Alfred Wilhelm Abel (18 de octubre de 1914 - 26 de agosto de 1944) fue un oficial Oberstleutnant de la Alemania Nazi altamente condecorado en la Wehrmacht durante la Segunda Guerra Mundial.  También recibió la Cruz de Hierro (en alemán: Ritterkreuz des Eisernen *Kreuzes) como reconocimiento a su bravura y liderazgo militar exitoso.
Adolf Abel fue muerto en acción por las primeras horas de la mañana del 26 de agosto de 1944 aproximadamente 20 km oeste de Gura Galbenei, en Moldova. Él había sujetado un cargo concentrado de explosivos en un vehículo ruso y fue muerto por la explosión.

## Premios y condecoraciones
- Cruz de hierro (1939)
  - Segunda Clase (25 de junio de 1940)[2]
  - Primera Clase (27 de octubre de 1940)[2]
- Premio al largo servicio Wehrmacht
  - Cuarta clase
- Insignia de la herida (1939)
  - En Negro (13 de agosto de 1941)[2]
  - En Plata (20 de noviembre de 1942)[2]
- Insignia de asalto de infantería (30 de septiembre de 1941)[2]
- Medalla frente oriental (15 de abril de 1942)[2]

### Citas
1. 1 2  «Abel, Adolf Wilhelm» (en alemán). Consultado el 11 de noviembre de 2014.
2. 1 2 3 4 5 6  Thomas & Wegmann 1987, p. 3.